# پل کلانتری دوآب

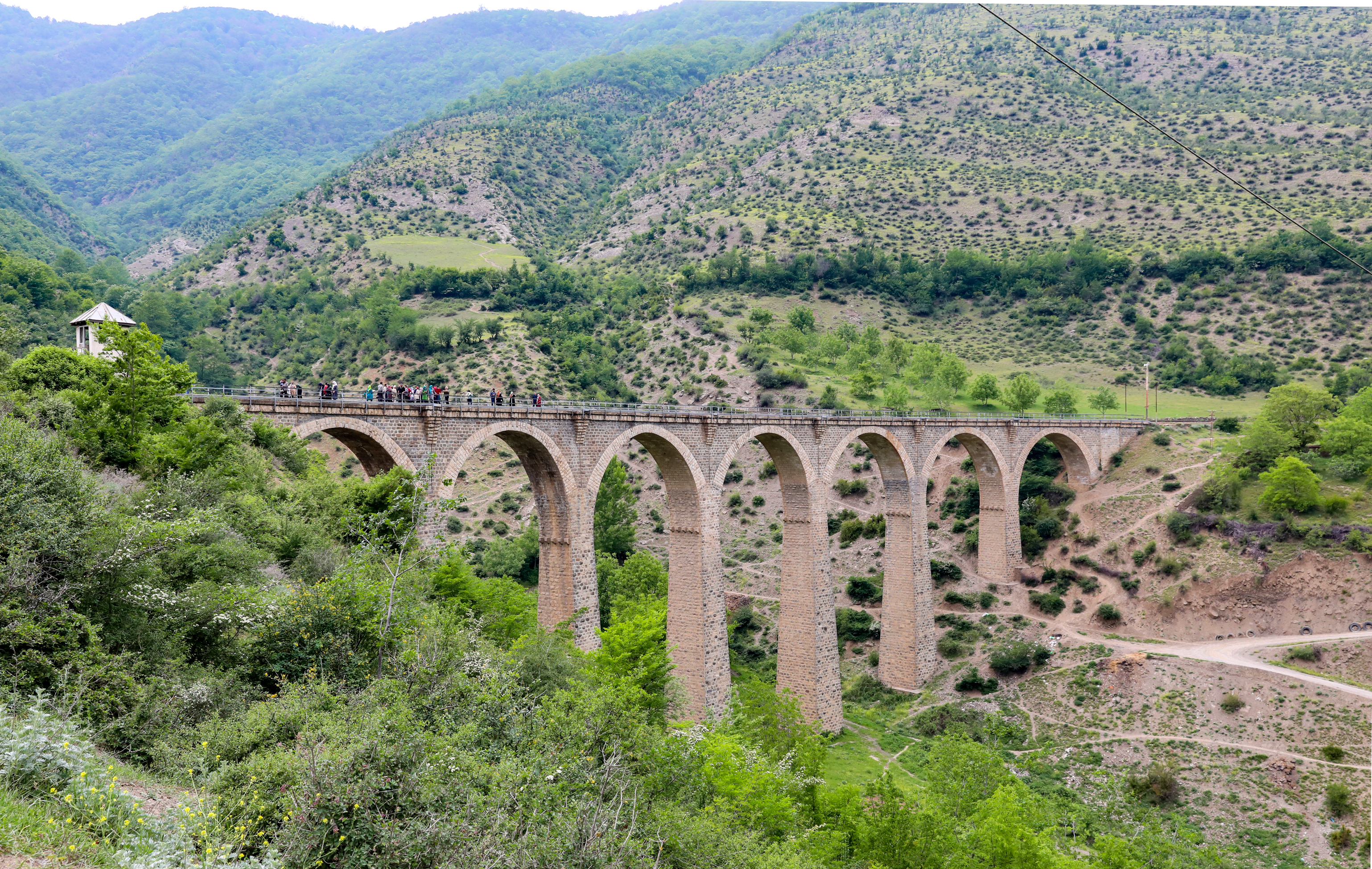
پل دو آب یا پل کلانتری دو آب ۲۰۱۸

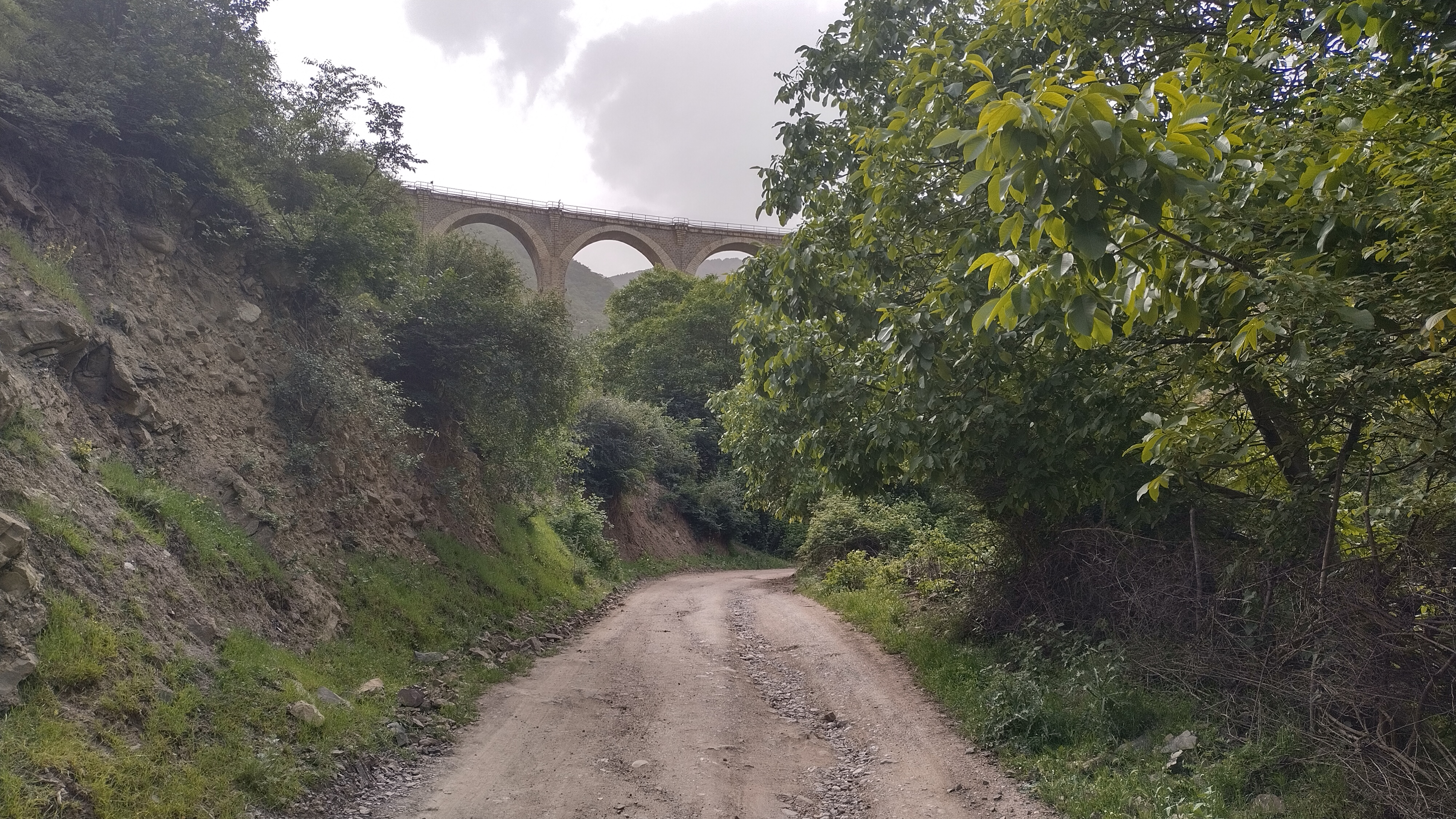
Do Ab railway bridge

پل کلانتری دوآب یکی از پل‌های مهم راه‌آهن مازندران است که در زمان رضاشاه پهلوی ساخته شده‌است. این پل قوسی‌شکل در شهرستان سوادکوه، در چهارده کیلومتری جنوب شهر پل سفید در نزدیکی پادگان دوآب قرار دارد و نام خود را از این پادگان نظامی ارتش گرفته‌است. پل کلانتری دوآب، تلفیقی از معماری ایرانی_اروپایی است.